# Ruigenhil
Ruigenhil is de naam van een polder en natuurgebied ten zuidoosten van het Noord-Brabantse Willemstad. Het deel dat natuurgebied is beslaat 43 ha en is eigendom van Staatsbosbeheer.
De polder is vernoemd naar het dorpje Ruigenhil, dat de voorloper was van Willemstad. Het SBB-gebied bestaat uit vier kreekrestanten, Amer, Breede Gat (met Gat van Boslust), Roode Kreek en Kleine Ton. Het zijn de overblijfselen van voormalige zeearmen die zich vanuit het Hollandsch Diep landinwaarts vertakten. Ze ontstonden door de Sint-Elisabethsvloed van 1421. De kreekrestanten zijn omgeven door grasland en ooibos.
De bruine kiekendief, slobeend en rietgors broeden in dit gebied.